# Nykøbing Mors Kirke
Nykøbing Mors Kirke (Sankt Clemens Kirke) er en kirke i Nykøbing Mors Sogn i Nykøbing på Mors. Tidligere lå kirken i Morsø Sønder Herred, Thisted Amt.

## Historie

### Den gamle kirke
I 1884 måtte man lukke den gamle Sankt Clemens kirke, da den var brøstfældig. Man diskuterede, om man skulle restaurere den gamle kirke eller bygge en ny, men man opgav at redde den gamle kirke og valgte at rive den ned og opføre den nuværende kirke. Den gamle kirke var en sengotisk langhusbygning, hvis nordmur stammede fra en tidligere romansk kirke, i murværket var desuden indsat flere kvadre fra den romanske kirke. Ved udgravninger i Nykøbing har man fundet en romansk vinduesoverligger med tovsnoning og ansigt, den menes at stamme fra den romanske kirke på stedet.

### Den nye kirke
Den nuværende kirke er opført 1890-91 ved arkitekterne O.P. Momme og Ludvig Frederik Olesen. Bygningen er opført i nygotisk stil af røde mursten og består af hovedskib og korsarme mod øst og vest samt kor mod syd. Koret har tresidet afslutning.
Tårnet mod nord har fire gavle og ottekantet spir. Alle gavle er kamtakkede og blændingsprydede. Til gesimser, kamme og mønstermurværk er benyttet glaserede teglsten i forskellig farve. Tårnrummet er dækket af et fladt bjælkeloft med dekorativ udsmykning tegnet af C.N. Overgaard. I tympanonfeltet over indgangsdøren ses en fresko, Den gode hyrde, udført af Johan Thomas Skovgaard i 1964.
Hovedskib og korsarme er dækket af tøndehvælv med dekorativ udsmykning, tegnet af C.N. Overgaard. Korets udsmykning er tegnet af August Jerndorff, som også har udført altertavlens malerier i 1892. I fløjene og på topstykket ses engle, som bærer tekstbånd med Fadervor, i hovedfeltet ses Kristus omgivet af personer, der er portrætter fra datidens menighed, den knælende mand foran Kristus er arbejdsmand Niels Nysum. Prædikestolen er ifølge en indskrift udført i 1605 og har stået i den tidligere kirke. Efter år 2000 har kirken indkøbt to skulpturer af Niels Helledie, en Kristusfigur som står ved hovedindgangen og et krucifiks som er ophængt øst for koret.
I østre korsarm står en munkestol (~korstol?) med minuskel og majuskelindskrift fra omkring 1500, den menes at stamme fra Dueholm klosterkirke. I østre korsarm står desuden otte stolestader med gavle fra 1572, gavlene har udskårne dekorationer og bomærkeskjolde; de har stået i den sengotiske kirke, som blev nedrevet i 1884. Det øvrige stoleværk er fra 1891. Den nygotiske træfont med dåbshimmel er tegnet af J.H. Nebelong i 1856 og har ligeledes stået i den tidligere kirke. I den østre korsarm er ophængt et altermaleri, som Grevinde Danner skænkede den tidligere kirke i 1856.
Den romanske granitfont stammer formodentlig fra den tidligere romanske kirke i Nykøbing Mors og stod i den sengotiske kirke til 1856, da den blev udskiftet med træfonten og solgt til en landmand, der benyttede den som svinetrug. Senere blev den købt tilbage til kirken og blev renhugget, i 1891 blev den opstillet uden for indgangen på en ny fod, i 1933 blev den udlånt til Lørslev Kirke og kom tilbage til Nykøbing Kirke i 1966, hvor den erstattede træfonten. Fonten er registreret under Lørslev Kirke i Mackeprang - Nord og Sønderjylland - Vestjylland, Salling og Himmerland - Mors.
Foran kirkens indgang ses en skulptur fra 2002 af Erik Heide.

## Galleri
| - J.T. Skovgaard Den gode hyrde. Fresko over dør fra tårnrum til skib, 1964 - Billeder ved altertavle ved August Jerndorff, 1892 - Trædøbefont og korstole - Stolegavl fra den gamle kirke - Krucifiks af Niels Helledie |